# Comuna Gorna Oreahovița, Veliko Tărnovo
Gorna Oreahovița (în bulgară Горна Оряховица) este o comună în regiunea Veliko Tărnovo, Bulgaria, formată din orașele Dolna Oreahovița și Gorna Oreahovița și satele Draganovo, Gorski Dolen Trămbeș, Gorski Goren Trămbeș, Iantra, Krușeto, Paisii, Pisarevo, Polikraiște, Pravda, Părvomaiți, Streleț și Vărbița. 

## Demografie
Componența etnică a comunei Gorna Oreahovița
     Turci (4,84%)
     Romi (1,34%)
     Bulgari (82,77%)
     Nicio identificare (10,74%)
     Altele (0,29%)
La recensământul din 2011, populația comunei Gorna Oreahovița era de 46.685 locuitori. Din punct de vedere etnic, majoritatea locuitorilor (82,77%) erau bulgari, existând și minorități de turci (4,84%) și romi (1,34%). Pentru 10,74% din locuitori nu este cunoscută apartenența etnică.